# Noegus comatulus
Noegus comatulus là một loài nhện trong họ Salticidae.
Loài này thuộc chi Noegus. Noegus comatulus được Eugène Simon miêu tả năm 1900.